# Michael Lenz
Michael Lenz (* 15. Dezember 1930 in Ulm; † 24. Februar 2013 in Neu-Ulm) war ein deutscher Schauspieler, Synchronsprecher, Regisseur und Schauspiellehrer.

## Leben
Seit den 1950er Jahren übernahm Lenz kleinere und größere Rollen in Film- und Fernsehproduktionen. Er arbeitete mit namhaften Regisseuren wie Fritz Kortner (Sarajevo), Axel von Ambesser (Und der Himmel lacht dazu) und Harald Braun (Herz der Welt). Er spielte neben Maria Schell und O. W. Fischer in Solange Du da bist und neben Heinz Erhardt in Der letzte Fußgänger. Darüber hinaus übernahm Lenz Gastrollen in zahlreichen Fernsehserien wie Der Kommissar, Pater Brown und Das Kriminalmuseum. Seinen letzten Fernsehauftritt hatte Lenz 1978 in einer Episode der Serie Der Alte.
1959 war der Bekanntheitsgrad von Lenz hoch genug, dass er im Nachschlagewerk Merk-Würdiges von A–Z unter die 300 bekanntesten, nationalen wie internationalen „Stars und Sternchen“ dieser Zeit gezählt wurde.
Daneben arbeitete Lenz als Sprecher für Hörfunkproduktionen, beispielsweise für die 28-teilige BR-Hörspielserie Die Grandauers und ihre Zeit und die 1984 von Anke Beckert für das Label Karussell produzierte Adaption von Michael Endes Die unendliche Geschichte. In Meister Eder und sein Pumuckl sprach er u. a. Eders Stammtischfreunde, Kunden, den Lehrer, einen Mann am Fenster und den Hausverwalter. Hier spricht er teilweise mit schwäbischem Dialekt.
Am 24. Februar 2013 verstarb Michael Lenz im Alter von 82 Jahren in Neu-Ulm.

## Filmografie (Auswahl)
- 1952: Herz der Welt
- 1953: Solange Du da bist
- 1954: Orientexpress
- 1954: Und der Himmel lacht dazu (Bruder Martin)
- 1955: Um Thron und Liebe
- 1958: Meine schöne Mama
- 1960: Das Kreuz
- 1960: Der letzte Fußgänger
- 1960: Am Galgen hängt die Liebe
- 1962: Parlez-vous francais?
- 1964: Das Kriminalmuseum: Akte Dr. W.
- 1966: Guten Abend, Mrs. Sunshine
- 1968: Drei tolle Kerle (3 supermen a Tokio)
- 1969: Das Vermächtnis
- 1972: Pater Brown – Das Hundeorakel  (TV-Reihe)
- 1973: Die drei Dorfheiligen
- 1973: Schwarzwaldmädel
- 1974: Eine Nacht in Venedig
- 1978: Der Alte – Nachtmusik

## Hörspiele
- 1953: Carl Zuckmayer: Ulla Winblad oder Musik und Leben des Carl Michael Bellmann – Regie: Walter Ohm (Hörspiel – BR/RB/SWF)